# Mezozoik
| Mezozoik pred 251.902–66 milijoni let |
| Ključni dogodki mezozoika-260 —–-240 —–-220 —–-200 —–-180 —–-160 —–-140 —–-120 —–-100 —–-80 —–-60 —–PaleozoikKenozoikTriasJuraKreda M e z o z o i k Fanerozoik Približna časovna lestvica ključnih dogodkov mezozoika. Lestvica: pred milijoni let. |

Mezozoik je geološka era v razvoju Zemlje (grško: mesos - sredina in zoon - živo bitje), ki se je začela pred okoli 251 milijonov let in končala pred okoli 65 milijonov let. Deli se na periode: trias, jura in kreda. Predhodnik mezozoiku je paleozoik, za njim sledi kenozoik.

## Geološke periode
Mezozoik je bil razširjen približno 186 milijonov let, ko se je začela era kenozoika. Ta časovni okvir je razdeljen na tri geološke periode (od najstarejše do najmlajše):
- Trias (pred 252,2 - 201,3 milijonov let)
- Jura (pred 201,3 - 145,0 milijonov let)
- Kreda (pred 145,0 - 66,0 milijonov let)

Meja za trias je določena s permsko-triasnim pojemanjem, med katerim je približno 90 - 96% morskih vrst in 70% kopenskih vretenčarjev izumrlo. Znano tudi kot »veliko izumiranje«, saj je v tem času največ življenja v zgodovini Zemlje izumrlo. Meja zgornje krede je določena glede na kredno-terciarno pojemanje ( zdaj bolj natančno imenujejo kredno-paleogensko izumrtje, dogodek, ki je ustvaril krater Chicxuluba na polotok Jukatan.) Proti koncu krede so se pričeli veliki vulkanski izbruhi, kar naj bi tudi prispevalo k izumiranju. Približno 50% vseh vrst naj bi izumrlo, razen ptičjih dinozavrov.

## Paleogeografija in tektonika
Glede na živahno premikanje zemeljskih plošč do poznega paleozoika, je tektonska deformacija v mezozoiku razmeroma blaga. Edina pomembna orogeneza se je zgodila na Arktiki, ustvarja se Inuitska orogeneza, gorska veriga Brooks, Verkhoyansk in Cherskiy v Sibiriji in gore Khingan v Mandžuriji. Ta orogeneza je bila povezana z odprtjem Arktičnega oceana in subdukcije na severu Kitajske in Sibirije po Tihem oceanu. Kljub temu pa era pokaže dramatične premike v superkontinentu Pangea. Pangea se postopoma razdeli na severne celine Lavrazija in južne celine Gondvana.
Do konca obdobja so se kontinenti oblikovali v skoraj sedanji obliki. Lavrazija je postala Severna Amerika in Evrazija, Gondvana se je razdelila na Južno Ameriko, Afriko, Avstralijo, Antarktiko in Indijsko podcelino, ki je trčila z azijsko ploščo v dobi kenozoika, kar je povzročilo nastanek Himalaje.

## Podnebje
Trias je bil na splošno suh. Ker je bil velik del Pangee oddaljen od oceanov, je temperature zelo nihala, notranjost Pangee je bila verjetno puščavska.
V juri je začela naraščati gladina morja, kar je bil vzrok večanje zemeljske skorje oziroma oblikovanje nove zaradi premikov celin. Zaradi tega so se povečale tudi obalne površine, nastalo je morje Tetida. Temperatura, ki je nekaj časa še naraščala, se je stabilizirala, povečala pa se je vlažnost, s tem pa so se umikale puščave.
Podnebje krede je bilo manj zanesljivo. Povprečne temperature so bile višje kot danes za približno 10 °C vse do sredine krede. Različne študije so prišle do različnih zaključkov o količini kisika v atmosferi med različnimi obdobji mezozoika. Na splošno pa velja zaključek, da ga je bilo 21% manj kot ga je danes.

## Rastlinstvo in živalstvo
V triasu živijo arhozavri (na kopnem dinozavri, v oceanih ihtiozavri in notozavri, v zraku pterozavri). Ko se pojavijo prvi sesalci in krokodili, postanejo cinodonti manjši in podobni sesalcem. Na kopnem je razširjena rastlina Dicrodium. Številne so velike vodne dvoživke. Pogosti so keratitski amonoidi. Pojavijo se sodobne korale in ribe kostnice ter številne žuželke.
V juri so golosemenke (posebno iglavci, Bennettitales in Cycadophyta) ter praprotnice splošno razširjene. Številne so vrste dinozavrov (zavropodi, karnozavri in stegozavri). Sesalci so razširjeni a majhni. Pojavijo se prve ptice in luskarji. Poveča se raznolikost ihtiozavrov in pleziozavrov. Zelo razširjene so školjke, amoniti in belemniti, morski ježki, morske lilije, morske zvezde, spužve, terebratulidi in rinhonelidni ramenonožci.
V kredi se razbohotijo kritosemenke in pojavijo nove vrste žuželk. Številne so sodobne ribe kostnice. Zelo razširjeni so amoniti, belemniti, rudisti školjke, morski ježki in spužve. Na kopnem se pojavijo številne nove vrste dinozavrov (npr. tiranozavri, titanozavri, hadrozavri in keratopsidov), pa tudi sodobni krokodili. V morju se pojavijo mosazavri in sodobni morski psi. Pterozavre postopno zamenjajo primitivni ptiči. Pojavijo so stokovci, vrečarji in placentalni sesalci.